# Прескот (Аризона)
Прескот (енгл. Prescott) град је у америчкој савезној држави Аризона. По попису становништва из 2010. у њему је живело 39.843 становника.

## Демографија
Према попису становништва из 2010. у граду је живело 39.843 становника, што је 5.905 (17,4%) становника више него 2000. године.
| Група             | 2000.          | 2010.          |
| Белци             | 29.941 (88,2%) | 34.690 (87,1%) |
| Афроамериканци    | 171 (0,5%)     | 265 (0,7%)     |
| Азијати           | 283 (0,8%)     | 492 (1,2%)     |
| Хиспаноамериканци | 2.773 (8,2%)   | 3.442 (8,6%)   |
| Укупно            | 33.938         | 39.843         |